# Вари (Аттика)
Ва́ри (греч. Βάρη) — район в городе Афины. Расположен на высоте 25 метров над уровнем моря, на побережье залива Сароникос Эгейского моря, у подножия Имитоса, в 17 километрах к юго-западу от Афинского международного аэропорта «Элефтериос Венизелос» и в 18 километрах к юго-востоку от центра Афин. Входит в общину Вари-Вула-Вулиагмени в периферийной единице Восточная Аттика в периферии Аттика. Население 15 855 жителей по переписи 2011 года. Площадь 22,633 квадратного километра.
Город пересекает национальная дорога 91 Афины — Сунион.

## История
Сообщество создано в 1929 году (ΦΕΚ 221Α). В 1981 году были упразднены села Алиантос и Дилофон (Влахика), которые вошли в состав Вари.
На месте Вари находился дем Древних Афин Анагирунт с храмом матери богов, относившийся к филе Эрехтеида. Название дема связано с анагирисом (зловонным кустарником Anagyris foetida из семейства бобовых). Раскопки показали, что существовало поселение с 3-го тысячелетия до н. э.. Найдены фрагменты керамики, статуэтки. Поселение существовало в микенский период. геометриоческий период представлен гробницами, погребальными дарами и остатками жилых построек. В архаический и классический периоды центром дема был холм Латуриза (Λαθούριζα). Раскопаны фундаменты 25 небольших домов, храмы и алтари, среди находок: глиняные статуэтки, пряжки, серьги (VII—V вв. до н. э.). Название Вари албанского (арнаутского) происхождения, происходит от алб. varr «могила». Вари стало первым поселением арванитов в Аттике в 1348 году и получило название от некрополя Анагирунта.

## Варкиза

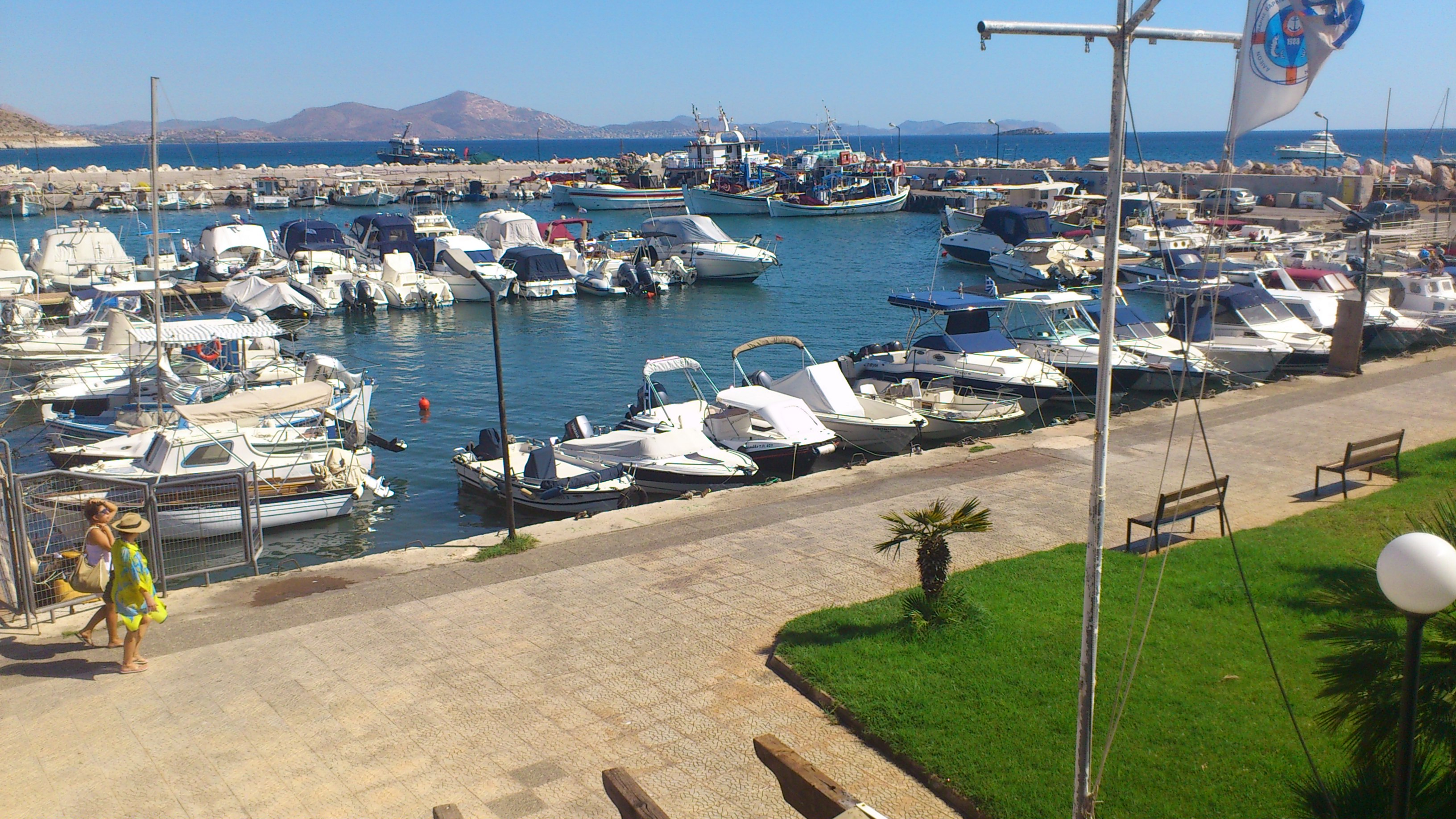
Вари

Поселение Варкиза (Βάρκιζα) было создано в 1940 году, в 1968 году (ΦΕΚ 231Α) переименовано в Алиантос (Αλίανθος), в 1981 году упразднено и вошло в состав Вари.
Варкизское соглашение было заключено 12 февраля 1945 года, между делегацией Национально-освободительным фронтом Греции (ЭAM) и правительством Николаоса Пластираса. Соглашение завершило военное столкновение между Народно-освободительной армией Греции (ЭЛАС) и британскими войсками. Правительство Греции обязалось обеспечить свободу слова, печати, собраний, профсоюзов. Соглашение предусматривало отмену военного положения, разоружение ЭЛАС и всех других вооруженных отрядов, создание регулярной армии и очистку государственного аппарата от лиц, сотрудничавших с немецко-фашистскими оккупантами. Варкизское соглашение предусматривало проведение плебисцита о государственном устройстве страны, а затем всеобщих свободных парламентских выборов, амнистию всем политическим заключённым. ЭАМ выполнил свои обязательства: войска ЭЛАС были расформированы, оружие сдано правительственным органам. Правительство не выполнило своих обязательств, что привело к гражданской войне в Греции.

## Население
| Год  | Население, человек |
| ---- | ------------------ |
| 1940 | 857                |
| 1951 | 972                |
| 1961 | 1241               |
| 1971 | 2108               |
| 1981 | 4211               |
| 1991 | 7940               |
| 2001 | 10 702             |
| 2011 | ↗ 15 855           |